# Jalal al-Din Mahmud Khwarazmí
Jalal al-Din Mahmud Khwarazmí fou un visir timúrida que va servir a Fars sota Pir Muhammad i després sota Iskandar, amb el qual va anar a Esfahana partir de 1412, i després del 1414 va servir a Ibrahim Sultan.
Sota Iskandar, Mahmud Khwarazmi va ser el comandant en dues campanyes militars, la primera contra Yadz (1409-1410) i la segona contra algunes poblacions del sud-est del Kirman, les ciutats de Bam i de Jiruft (1411).
Va servir tres vegades com a governador de Yadz, primer sota Pir Muhammad, després sota Iskandar i finalment sota Ibrahim Sultan. En tots els casos va dirigir o supervisar diverses construccions.